# Mistrzostwa Czech w Lekkoatletyce 2022
53. Mistrzostwa Czech w Lekkoatletyce – zawody lekkoatletyczne, które odbyły się 24 i 25 czerwca 2022 na stadionie U Červených domků w Hodonínie. 

## Rezultaty

### Mężczyźni
| Konkurencja:                  | Złoto                                                                     | Wynik      | Srebro                                                         | Wynik    | Brąz                                                                   | Wynik    |
| Bieg na 100 m                 | Zdeněk Stromšík                                                           | 10,12 w    | Dominik Záleský                                                | 10,38 w  | Eduard Kubelík                                                         | 10,39 w  |
| Bieg na 200 m                 | Jan Jirka                                                                 | 20,66 w    | Ondřej Macík                                                   | 20,66 w  | Jiří Polák                                                             | 20,72 w  |
| Bieg na 400 m                 | Matěj Krsek                                                               | 45,55      | Patrik Šorm                                                    | 45,86    | Pavel Maslák                                                           | 46,05    |
| Bieg na 800 m                 | Tomáš Vystrk                                                              | 1:46,53    | Filip Šnejdr                                                   | 1:47,16  | Jakub Davidík                                                          | 1:48,23  |
| Bieg na 1500 m                | Filip Sasínek                                                             | 3:38,06    | Jan Friš                                                       | 3:41,61  | Lukáš Symerský                                                         | 3:41,84  |
| Bieg na 5000 m                | Patrik Vebr                                                               | 14:30,33   | Martin Zajíc                                                   | 14:31,44 | Jakub Zemaník                                                          | 14:38,70 |
| Bieg na 10 000 m              | Martin Zajíc                                                              | 30:00,39   | Jiří Homoláč                                                   | 30:02,06 | Vladimír Marčík                                                        | 30:16,68 |
| Bieg uliczny na 10 km         | Martin Zajíc                                                              | 30:41      | Patrik Vebr                                                    | 30:48    | Viktor Šinágl                                                          | 31:12    |
| Bieg przełajowy (krótki)      | Michal Šmahel                                                             | 12:22      | Nico Boketta                                                   | 12:43    | Daniel Kotyza                                                          | 12:48    |
| Bieg przełajowy (długi)       | Jáchym Kovář                                                              | 32:09      | Roman Rudolecký                                                | 33:00    | Vladimír Marčík                                                        | 33:10    |
| Bieg górski (krótki)          | Marek Chrascina                                                           | 53:31      | Pavel Brlica                                                   | 55:56    | Petr Pechek                                                            | 56:31    |
| Bieg górski (długi)           | Matěj Zima                                                                | 1:34:045   | Vít Pavlišta                                                   | 1:35:00  | Viktor Šinágl                                                          | 1:36:00  |
| Półmaraton                    | Jiří Homoláč                                                              | 1:05:33    | Vladimír Marčík                                                | 1:05:39  | Marek Chrascina                                                        | 1:06:55  |
| Maraton                       | Jiří Homoláč                                                              | 2:18:44    | Petr Pechek                                                    | 2:21:09  | Ondřej Fejfar                                                          | 2:23:27  |
| Bieg na 110 m przez płotki    | Petr Svoboda                                                              | 13,25 w    | David Ryba                                                     | 13,98 w  | Martin Janský                                                          | 14,34 w  |
| Bieg na 400 m przez płotki    | Vít Müller                                                                | 49,98      | Martin Tuček                                                   | 50,22    | Adam Smolka                                                            | 50,40    |
| Bieg na 3000 m z przeszkodami | Damián Vích                                                               | 8:36,43    | Martin Kováčech                                                | 8:50,54  | David Foller                                                           | 8:56,23  |
| Sztafeta 4 × 100 m            | Dukla Praha Tomáš Tláskal Jiří Kubeš Ondřej Macík Matyáš Koška            | 40,26      | Olymp Praha Lukáš Šebík Jiří Sýkora Martin Janský Štěpán Hampl | 41,89    | Slovan Liberec Thach Nguyen Ngoc Jan Trafina Jakub Trafina David Kolář | 42,07    |
| Sztafeta 4 × 400 m            | VSK Univerzita Brno Tadeáš Plaček Daniel Kotyza Tomáš Vystrk Martin Tuček | 3:10,72    | Dukla Praha Hakim Saleh Bořek Pešta Jiří Kubeš Philip Krenek   | 3:11,83  | Slavia Praha Vojtěch Cihlář Martin Růžička Lukáš Přibyl Filip Šnejdr   | 3:11,84  |
| Chód na 20 km                 | Vít Hlaváč                                                                | 1:26:27    | Lukáš Gdula                                                    | 1:29:44  | Martin Nedvídek                                                        | 1:33:32  |
| Chód na 35 km                 | Vít Hlaváč                                                                | 2:41:14 NR | Lukáš Gdula                                                    | 2:48:25  | Jaromír Morávek                                                        | 2:51:13  |
| Skok wzwyż                    | Jan Štefela                                                               | 2,20       | Josef Adámek                                                   | 2,16     | Marek Bahník                                                           | 2,14     |
| Skok o tyczce                 | Dan Bárta                                                                 | 5,53       | Filip Bartoněk                                                 | 5,25     | Jan Kudlička                                                           | 5,15     |
| Skok w dal                    | Radek Juška                                                               | 7,95       | Vojtěch Komárek                                                | 7,48     | Tomáš Kratochvíl                                                       | 7,43     |
| Trójskok                      | Jiří Vondráček                                                            | 16,07      | Zdeněk Kubát                                                   | 15,43 w  | Lukáš Budík                                                            | 15,23 w  |
| Pchnięcie kulą                | Tomáš Staněk                                                              | 20,76      | Tadeáš Procházka                                               | 18,06    | Jakub Forejt                                                           | 17,28    |
| Rzut dyskiem                  | Marek Bárta                                                               | 61,55      | Michal Forejt                                                  | 57,41    | Tomáš Voňavka                                                          | 55,43    |
| Rzut młotem                   | Patrik Hájek                                                              | 69,92      | Martin Buryan                                                  | 65,35    | Tomáš Ott                                                              | 62,33    |
| Rzut oszczepem                | Vítězslav Veselý                                                          | 85,97      | Jakub Vadlejch                                                 | 83,72    | Martin Konečný                                                         | 76,18    |
| Dziesięciobój                 | Ondřej Kopecký                                                            | 8310       | František Doubek                                               | 7681     | Vilém Stráský                                                          | 7493     |

### Kobiety
| Konkurencja:                  | Złoto                                                                         | Wynik    | Srebro                                                                              | Wynik    | Brąz                                                                                | Wynik    |
| Bieg na 100 m                 | Eva Kubíčková                                                                 | 11,35 w  | Marcela Pírková                                                                     | 11,56 w  | Klára Seidlová                                                                      | 11,56 w  |
| Bieg na 200 m                 | Martina Hofmanová                                                             | 23,38    | Marcela Pírková                                                                     | 23,52    | Natálie Kožuškaničová                                                               | 23,63    |
| Bieg na 400 m                 | Lada Vondrová                                                                 | 51,13    | Tereza Petržilková                                                                  | 52,20    | Jana Slavíková                                                                      | 54,13    |
| Bieg na 800 m                 | Adéla Sádlová                                                                 | 2:05,29  | Kimberley Ficenec                                                                   | 2:05,58  | Anna Suráková                                                                       | 2:06,77  |
| Bieg na 1500 m                | Anna Šimková                                                                  | 4:28,03  | Iveta Rašková                                                                       | 4:28,57  | Lucie Sekanová                                                                      | 4:30,62  |
| Bieg na 5000 m                | Tereza Hrochová                                                               | 16:22,24 | Barbora Lampová                                                                     | 16:40,98 | Julia-Anna Lily Bell                                                                | 16:46,69 |
| Bieg na 10 000 m              | Moira Stewartová                                                              | 32:51,74 | Tereza Hrochová                                                                     | 33:45,90 | Julia-Anna Lily Bell                                                                | 34:44,06 |
| Bieg uliczny na 10 km         | Moira Stewartová                                                              | 33:30    | Tereza Hrochová                                                                     | 34:09    | Tereza Zimovjanová                                                                  | 35:22    |
| Bieg przełajowy (krótki)      | Anna Šimková                                                                  | 14:40    | Anita Žáková                                                                        | 14:51    | Jana Matějková                                                                      | 14:56    |
| Bieg przełajowy (długi)       | Tereza Hrochová                                                               | 29:05    | Karolína Sasynová                                                                   | 29:35    | Tereza Novotná                                                                      | 29:43    |
| Bieg górski (krótki)          | Adéla Stránská                                                                | 1:02:49  | Pavla Schorná                                                                       | 1:03:04  | Hana Švestková Stružková                                                            | 1:03:20  |
| Bieg górski (długi)           | Hana Švestková Stružková                                                      | 1:47:58  | Barbora Jíšová                                                                      | 1:49:32  | Gabriela Veigertová                                                                 | 1:50:38  |
| Półmaraton                    | Tereza Hrochová                                                               | 1:13:29  | Gabriela Veigertová                                                                 | 1:16:40  | Petra Kotlíková                                                                     | 1:18:57  |
| Maraton                       | Marcela Joglová                                                               | 2:39:23  | Barbora Macurová                                                                    | 2:45:48  | Petra Pastorová                                                                     | 2:46:33  |
| Bieg na 100 m przez płotki    | Tereza Vokálová                                                               | 13,06 w  | Tereza Elena Šínová                                                                 | 13,07 w  | Markéta Štolová                                                                     | 13,22 w  |
| Bieg na 400 m przez płotki    | Nikoleta Jíchová                                                              | 57,44    | Zuzana Cymbálová                                                                    | 57,80    | Barbora Veselá                                                                      | 58,47    |
| Bieg na 3000 m z przeszkodami | Tereza Novotná                                                                | 10:18,55 | Bára Stýblová                                                                       | 10:24,62 | Anna Málková                                                                        | 10:26,15 |
| Sztafeta 4 × 100 m            | USK Praha A Klára Seidlová Johana Kaiserová Martina Hofmanová Marcela Pírková | 44,92    | USK Praha B Markéta Štolová Nicoleta Turnerová Kateřina Dvořáková Jana Novotná      | 46,94    | Atletika Vlašim Šárka Hlaváčková Monika Doubková Kateřina Slabá Valentýna Přibylová | 47,78    |
| Sztafeta 4 × 400 m            | USK Praha Lada Vondrová Věra Holubářová Marcela Pírková Martina Hofmanová     | 3:37,31  | AK ŠKODA Plzeň Tereza Jonášová Anna Suráková Kateřina Matoušková Tereza Petržilková | 3:42,47  | Atletika Stará Boleslav Klaudie Černá Lenka Čechová Eliška Čechová Barbora Veselá   | 3:44,52  |
| Chód na 20 km                 | Eliška Martínková                                                             | 1:30:53  | Tereza Ďurdiaková                                                                   | 1:31:09  | Štěpánka Pohlová KUčerová                                                           | 1:51:26  |
| Chód na 35 km                 | Tereza Ďurdiaková                                                             | 3:01:51  | Štěpánka Pohlová KUčerová                                                           | 3:27:52  | Jana Zikmundová                                                                     | 3:33:53  |
| Skok wzwyż                    | Michaela Hrubá                                                                | 1,86     | Denisa Majerová                                                                     | 1,84     | Denisa Pešová                                                                       | 1,79     |
| Skok o tyczce                 | Amálie Švábíková                                                              | 4,45     | Zuzana Pražáková<                                                                   | 4,20     | Nikola Pöschlová                                                                    | 4,10     |
| Skok w dal                    | Linda Suchá                                                                   | 6,32     | Emma Maštalířová                                                                    | 6,23     | Jana Novotná                                                                        | 6,21     |
| Trójskok                      | Linda Suchá                                                                   | 13,78 w  | Emma Maštalířová                                                                    | 13,49 w  | Veronika Skalická                                                                   | 13,14 w  |
| Pchnięcie kulą                | Markéta Červenková                                                            | 17,31    | Katrin Brzyszkowská                                                                 | 15,75    | Martina Mazurová                                                                    | 13,83    |
| Rzut dyskiem                  | Barbora Tichá                                                                 | 55,07    | Leona Vargová                                                                       | 48,32    | Kristýna Čechlovská                                                                 | 46,94    |
| Rzut młotem                   | Adéla Korečková                                                               | 64,79    | Kateřina Šafránková                                                                 | 60,85    | Veronika Bártová                                                                    | 59,54    |
| Rzut oszczepem                | Barbora Špotáková                                                             | 60,90    | Nikol Tabačková                                                                     | 59,06    | Nikola Ogrodníková                                                                  | 57,48    |
| Siedmiobój                    | Dorota Skřivanová                                                             | 6073     | Kateřina Dvořáková                                                                  | 5730     | Barbora Zatloukalová                                                                | 5672     |